# Municipio de Fristoe
El municipio de Fristoe (en inglés: Fristoe Township) es un municipio ubicado en el condado de Benton en el estado estadounidense de Misuri. En el año 2010 tenía una población de 2450 habitantes y una densidad poblacional de 11,44 personas por km².

## Geografía
El municipio de Fristoe se encuentra ubicado en las coordenadas 38°10′5″N 93°17′21″O / 38.16806, -93.28917. Según la Oficina del Censo de los Estados Unidos, el municipio tiene una superficie total de 214.15 km², de la cual 208,45 km² corresponden a tierra firme y (2,66 %) 5,69 km² es agua.

## Demografía
Según el censo de 2010, había 2450 personas residiendo en el municipio de Fristoe. La densidad de población era de 11,44 hab./km². De los 2450 habitantes, el municipio de Fristoe estaba compuesto por el 96,45 % blancos, el 0,29 % eran afroamericanos, el 0,49 % eran amerindios, el 0,69 % eran asiáticos, el 0,29 % eran de otras razas y el 1,8 % eran de una mezcla de razas. Del total de la población el 1,18 % eran hispanos o latinos de cualquier raza.